# Gauthier (évêque de Rennes)
Pour les articles homonymes, voir Gauthier.
Gauthier, dit aussi Gualterius fut évêque de Rennes aux environs des années 1000 à 1013-1019.

## Biographie
Selon le Titre de Saint-Pierre de Rennes relevé par Augustin du Paz Gauthier succède à son père Thébaud comme évêque de Rennes à une date inconnue entre 990 et 1019 au maximum lorsque ce dernier se retire comme abbé à Saint-Melaine.
Gauthier devenu évêque épouse alors Oideline de qui il a un fils Garin et deux filles. L'une nommée Ora est mariée avec un « seigneur Hervé » à qui il donne en dot une terre patrimoine de l'évêché de Rennes l'autre Yvette épouse Hervé de Coglès et reçoit en dot Savigny et le moulin de Grotignac à Noventou.
Gauthier de son vivant et alors que son père Thébaud abbé de Saint Mélaine est encore vivant nomme entre 990 et 1019 son fils Garin à sa place comme évêque. Ce dernier demeure évêque jusqu'à sa mort en 1037 puisqu'il figure dans un acte antérieur à la disparition d'Alain III de Bretagne.

### Textes
- Dom Morice, Histoire de Bretagne
- Collectif et Jean Delumeau (dir.), Documents de l'Histoire de Bretagne, Toulouse, Privat, 1971

### Études
- Cyprien Henry, « Les évêques de Rennes à travers leurs actes (XIe première moitié du XIIe siècle) », Bulletin et mémoires de la Société d’Archéologie et d’Histoire d’Ille-et-Vilaine, vol. Tome CXVII,‎ 2013, p. 37-59 et tableau généalogique p. 45 ;
- Michel Brand'Honneur  Manoirs et châteaux dans le comté de Rennes (XIe – XIIe siècles)' PUR Rennes (2001)  (ISBN 2 86847 5612).
- Abbé Amédée Guillotin de Corson, Pouillé Historique de l’archevêché de Rennes, vol. 1, Mayenne, Éditions Régionales de l'Ouest, 1997 (ISBN 2855540836), p. 53 XIV Gaultier
- (la) Jean-Barthélemy Hauréau, Gallia Christiana, vol. XIV Provincia Turonensi, Ecclesia Redonensis, Paris, Firmin-Didot, 1856, p. 744 Episcopi Redonenses XIV Gualterius